# Bishop Auckland Football Club
Maillots
Le Bishop Auckland Football Club, plus couramment abrégé en Bishop Auckland FC, est un club anglais de football fondé en 1886 et basé dans la ville de Bishop Auckland, dans le comté de Durham.
Le club est actuellement membre de la Northern League et joue au Voneus Broadband Stadium.

## Histoire
En 1889, Auckland Town est l'un des dix membres fondateurs de la Northern Football League (en). Le club remporte son premier trophée - la Durham County Challenge Cup - en 1892. Il est considéré comme l'un des principaux clubs restés amateurs de l'histoire du football anglais. 
Le club remporte la Coupe d'Angleterre amateur de football (FA Amateur Cup) à dix reprises, un record. Il en atteint la finale à huit autres reprises. La compétition, disputée de 1893 à 1974, connaît une grande popularité, à l'image de son homologue professionnelle. La finale que le club remporte en 1955 face au Hendon FC se tient par exemple devant 90 000 spectateurs rassemblés au Stade de Wembley. 